# Tilly (Yvelines)
Tilly ist eine französische Gemeinde mit 529 Einwohnern (Stand 1. Januar 2022) im Département Yvelines in der Region Île-de-France.

## Geografie
Tilly liegt etwa 70 Kilometer westlich von Paris und 18 Kilometer südwestlich von Mantes-la-Jolie am Rand des Départements Yvelines an der Grenze zum Département Eure-et-Loir im Mantois, einer von sehr sanften Hügeln geprägten Landschaft, in der kleine Wälder zwischen ausgedehnten Anbauflächen liegen.
Im Südosten stellt das Tal der Vaucouleurs, eines kleinen Zuflusses der Seine, die natürliche Grenze des Gemeindegebietes dar.

## Geschichte
Überreste von Menhiren in einer La Haute Borne genannten Flur dokumentieren die vorgeschichtliche Besiedelung der Gemarkung.
Die heutige Siedlung, deren Name möglicherweise auf Tilliacum (Linde) oder auf den gallo-römischen Namen Attilius zurückgeht ist erstmals im 11. Jahrhundert als Besitz der Abtei Coulombs erwähnt. Bis zum 15. Jahrhundert unterstand sie der Herrschaft Mazis. Nach dem Erwerb durch Admiral François Joseph Paul de Grasse wurde sie 1767 zum Marquisat erhoben.

## Bevölkerungsentwicklung
| Jahr                       | 1962 | 1968 | 1975 | 1982 | 1990 | 1999 | 2006 | 2017 | 2021 |
| Einwohner                  | 246  | 253  | 224  | 331  | 407  | 439  | 482  | 529  | 517  |
| Quellen: Cassini und INSEE |      |      |      |      |      |      |      |      |      |

## Sehenswürdigkeiten
Das im 17. Jahrhundert im Stil Ludwigs XIII. errichtete Schloss Tilly genießt mit seinem Park und den zu ihm führenden Lindenalleen als Inscrit Monument Historique und Site Inscrit eine besondere Wertschätzung als historisches und landschaftliches Erbe. Der ehemalige Wassergraben ist heute trocken. Das rechteckige Gebäude wird von zwei runden Türmen flankiert. Auf dem durch ein Tor abgesperrten Ehrenhof stehen Nachbildungen der Kanonen, die George Washington Admiral François Joseph Paul, Marquis von Grasse Tilly, Graf von Grasse zum Dank für seine Rolle im Amerikanischen Unabhängigkeitskrieg schenkte. Die Repliken sind ein Geschenk der USA anlässlich der Zweihundertjahrfeier der amerikanischen Unabhängigkeit im Jahr 1976. Die Originale wurden während der Französischen Revolution eingeschmolzen.
Die der heiligen Jungfrau geweihte Kirche aus dem 16. Jahrhundert entstand als Neubau ihrer Vorgängerin aus dem 12. Jahrhundert. Neben dem gotischen Hauptschiff steht ein viereckiger Turm mit pyramidenförmigen Dach. In einer Urne wird das Herz Admirals von Grasse aufbewahrt, eine Inschrift trägt die Namen der Nachkommen des Admirals.
Siehe auch: Liste der Monuments historiques in Tilly (Yvelines)

## Persönlichkeiten
- Der französische Admiral François Joseph Paul de Grasse (1722–1788) erwarb im Jahr 1764 das Château de Tilly mitsamt der Herrschaft, erhielt den Titel Marquis von Tilly und verbrachte den Rest seines Lebens im Ort.